# Cadena de montes submarinos Hawái-Emperador

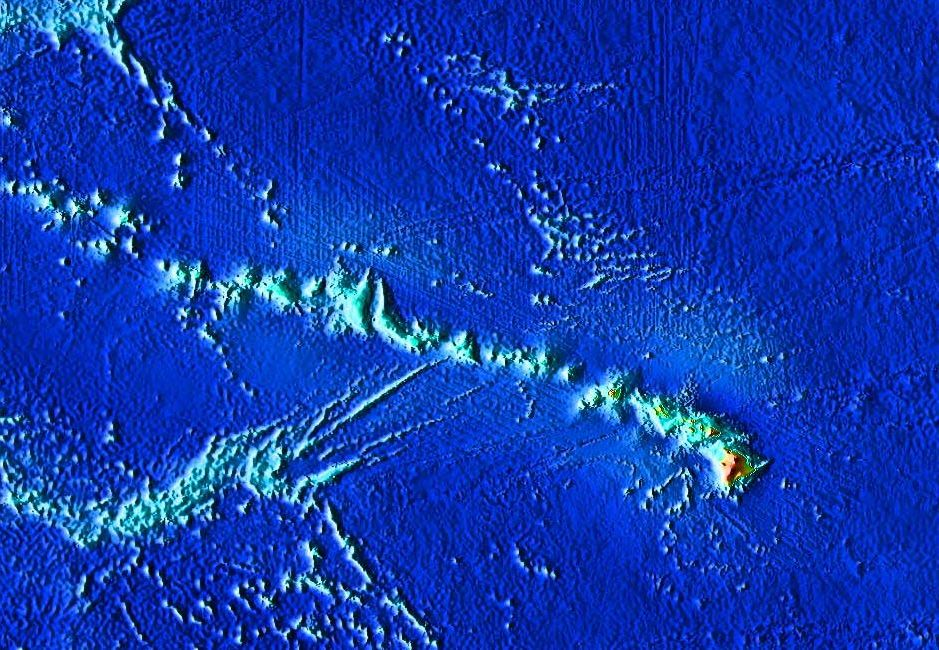
La cadena Hawái-Emperador, con la imagen enfocada sobre las islas pobladas.

La cadena de montes submarinos Hawái-Emperador es una cadena montañosa, principalmente submarina, que se encuentra en el océano Pacífico y que emerge del océano en Hawái. Se compone de la dorsal de Hawái, que incluye la cadena de las islas de Hawái hacia el noroeste, hasta el atolón Kure, así como los montes submarinos Emperador. Juntos forman una extensa región de montañas submarinas, con una orientación sureste-noroeste, que incluye islas, montes submarinos, atolones, bajos, bancos y arrecifes. La cadena de montes submarinos se compone de 80 volcanes submarinos identificados y se extiende sobre 5800 km desde la fosa de las Aleutianas en el extremo noroeste del Pacífico hasta el monte submarino Lōʻihi, el volcán más joven de la cadena, que se encuentra aproximadamente 35 km al sureste de la isla de Hawái.